# Liri Belishova
Liri Belishova (14. října 1926, Belishovë, Albánie – 23. dubna 2018) byla albánskou političkou a členkou politbyra Albánské strany práce.
Liri Belishova studovala pedagogický institut v Tiraně. Během druhé světové války se zapojila do partyzánského boje. V letech 1946 – 1947 byla předsedkyní Albánského svazu mládeže (Rinia Popullore). Po úmrtí prvního manžela, které bylo politicky zapříčiněné, jí byla tato funkce odebrána a později pracovala v Beratu jako učitelka. Po rehabilitaci se stala členkou politbyra Albánské strany práce. V této funkci působila až do roku 1960. V letech 1952 – 1954 studovala v Moskvě. Po zhoršení vztahů Albánie se SSSR byla označena za sovětskou špionku, což znamenalo konec její politické kariéry. Její rodina byla později přestěhována na kolektivní farmu v blízkosti Gjirokastëru na jihu země. Od roku 1991 žila v Tiraně. Zemřela v roce 2018 v jednadevadesáti letech.